# Acanthophoenix
Acanthophoenix é um género botânico pertencente à família Arecaceae.

## Espécies
São reconhecidas três espécies:
- Acanthophoenix crinita
- Acanthophoenix rousselii
- Acanthophoenix rubra